# Enterprise Hills
Die Enterprise Hills sind eine Gruppe weitgehend eisfreier Gipfel im Ellsworthgebirge in der Westantarktis. Sie sind Teil des Heritage Range und erstrecken sich in Form eines weiten Bogens über rund 45 km.  Sie bilden den Nord- und Nordostrand des Horseshoe Valley und sind durch den Union-Gletscher von den Edson Hills im Nordwesten und den Collier Hills im Norden getrennt. Der höchste Gipfel ist der Linder Peak mit 2010 m. Der Nordwestrand der Enterprise Hills ist der Steilhang Rhodes Bluff.
Weitere Berge und Gipfel der Enterprise Hills sind:
- Chappell Peak (1860 m)
- Guarcello Peak (2050 m)
- Hoinkes Peak (1840 m)
- Mount Rossman (1450 m)
- Mount Dolence (1950 m)
- Parrish Peak (1775 m)
- Schoeck Peak (1810 m)
- Shoemaker Peak
- Strong Peak (1310 m)
- Sutton Peak (1410 m)
- Urban Point (649 m)